# Sanford Clark
Sanford Clark (Tulsa (Oklahoma), 24 oktober 1935 – Joplin (Missouri), 4 juli 2021) was een Amerikaanse rockabilly-zanger.

## Jeugd
Sanford Clark werd geboren in Tulsa, maar groeide op in Phoenix. Op 12-jarige leeftijd kreeg hij zijn eerste gitaar en als jeugdige trad hij al op bij plaatselijke evenementen. In 1953 werd hij opgeroepen door de United States Air Force. Zijn diensttijd bracht hij grotendeels door op Hawaï, waar hij met zijn daar geformeerde band een talentenjacht won. Daarna werd hij overgeplaatst naar Phoenix.

## Carrière
Zijn goede vriend Al Casey stelde hem voor bij Lee Hazlewood, die op zoek was naar een zanger, die zijn songs wilde opnemen. Hazlewood was onder de indruk van de jongeling. Zijn eerste sessie vond plaats in maart 1956 met The Fool en Lonesome for a Letter, die werden uitgebracht bij het plaatselijke MCI Records. De plaat verkocht echter niet goed en nadat Clark zijn diensttijd had beëindigd, zocht hij werk bij de Canadian Soft Drinks Company als vrachtwagenchauffeur. Een diskjockey stuurde echter Clarks plaat verder naar Randy Wood, die medewerker bij Dot Records was. Toen Dot Records hem een contract aanbood, accepteerde hij en na een paar promotie-optredens bereikte de song een 15e plaats in de Billboard countryhitlijst en zelfs een 10e plaats in de pophitlijst. Het succes van de song was vooral te danken aan het feit dat hij geen Elvis-imitator was, zoals de meeste jonge rockabilly-muzikanten, maar een geheel eigen stijl had. Zijn diepe en rustige stem, begeleid door Al Caseys gitaarspel, schiep daardoor een geheel ander geluid.
Zijn tweede single The Cheat (1956, 74e plaats) kon niet meer evenaren aan het vorige succes. Al zijn verdere publicaties konden zich niet meer plaatsen in de hitlijst en Clark wisselde in 1958 naar Jamie Records, waar hij met de gitarist Duane Eddy de songs Still As The Night en Sing 'Em Some Blues opnam. Na verdere mislukkingen verliet Casey Clark om als bassist op tournee te gaan met Duane Eddy. De verdere carrière van Clark werd aanhoudend geplaagd door mislukkingen. Hij weigerde om de song Dang Me op te nemen, in plaats daarvan werd de song voor Roger Miller een grote hit. Zijn versie van Houston leek dan toch eindelijk in de hitlijst te komen, totdat Dean Martin met een coverversie Clark naar de achtergrond drukte. In 1966 nam Clark samen met Waylon Jennings op de gitaar zijn hit The Fool opnieuw op bij Ramco Records. In 1970 trok Clark zich gefrustreerd terug uit de muziekbusiness en ging werken in het bouwbedrijf.
In 1985 nam hij vooreerst weer op zijn eigen label Desert Sun Records op, samen met Al Casey. Tijdens de daaropvolgende jaren begon Clark weer op te treden, onder andere in het Ryman Auditorium, op het rock-'n-roll festival in Hemsby en in 2002 op het Viva Las Vegas Rockabilly Festival.

## Overlijden
Clark overleed op 85-jarige leeftijd in een ziekenhuis in Joplin aan de gevolgen van COVID-19, terwijl hij daar behandeld werd voor kanker.

## Discografie

### Singles
MCI Records
- 1956: Lonesome for a Letter / The Fool

Dot Records
- 1956: The Fool / Lonesome for a Letter
- 1956: The Cheat / Usta Be My Baby
- 1957: Ooh Baby / 9 Lb. Hammer
- 1957: The Glory of Love / Darling Dear
- 1957: Love Charms / Lou Be Doo
- 1957: The Man Who Made an Angel Cry / Swanee River Rock
- 1958: Modern Romance / Travelin' Man

Jamie Records
- 1958: Still as the Night / Sing 'Em Some Blues
- 1959: Bad Luck / My Jealousy
- 1959: New Kind of Fool / Run Boy Run
- 1959: I Can't Help It / Sun of a Gun
- 1960: Go On Home / Pledging My Love

Trey Records
- 1961: It Hurts Me Too / Guess It's Love

Project Records
- 1962: Tennessee Walk / Give the Boy Love

Warner Bros. Records
- 1964: She Taught Me / Just Bluesin'
- 1965: Houston / Hard Feelings

Ramco Records
- 1966: The Fool '66 / Step Aside
- 1966: Shades / Once opon a Time
- 1967: The Cal Me Country / Climbin the Walls
- 1967: It's Nothing to Me / Calling All Hearts
- 1967: The Big Lie / Where's the Floor?

LHI Records
- 1968: Son of Hickory Holler's Tramp / Black Widow Spider
- 1968: Love Me Till Then / Farmer Labor Camp No.2
- 1968: Footprints in Her Yard / Drowning in the Sea of Tears

### Albums
- 1968: The Return of the Fool
- 1968: They Call Me Country
- 1975: Modern Romance
- 1992: The Fool (Bear Family Records)
- 1994: Shades (Bear Family Records)

- Bibliothèque nationale de France: cb14041943j (data)
- Gemeinsame Normdatei: 134347943
- International Standard Name Identifier: 0000 0001 1472 2416
- Library of Congress Control Number: no98008431
- MusicBrainz: 8ee299db-ebc8-4552-a391-97c7d0d086bb
- Virtual International Authority File: 45149196444274791230